# Pascal Alan Nazareth
Pascal Alan Nazareth es un diplomático indio retirado. Y obtiene la maestría en Economía de la Universidad de Madras.
En mayo de 1959 entró al Servicio extranjero.
Se ha desempeñado en los Misiones diplomáticas y consulares en Tokio, Rangún, Lima, Londres, Chicago y Nueva York y como Alto Comisionado de la India a Ghana y embajador de Liberia, Alto Volta, Togo, Egipto, México, Guatemala, El Salvador y Belice.
De septiembre de 1969 a noviembre de 1973 fue Encargado de negocios en Lima.
En 1979 fue Alto Comisionado Adjunto en Londres.
Del 18 de octubre de 1979 al 20 de abril de 1982 fue Alto Comisionado en Acra (Ghana) con acredition en Lomé (Togo), Uagadugú y Monrovia (Liberia).
De 1989 a 1992 fue embajador en El Cairo.
Del 30 de septiembre de 1992 al 7 de mayo de 1994 fue embajador en México, D. F., concurrente embajador en Ciudad de Guatemala, San Salvador y Alto Comisionado en Belmopán